# Herman Auerbach
Herman Auerbach (né le 26 octobre 1901 à Ternopil, mort le 17 août 1942 au Camp d'extermination de Belzec) est un mathématicien polonais et une des figures de proue de l'École mathématique de Lwów.

## Biographie
Auerbach, fils de Philipp et Julia Auerbach, naît dans la ville de Ternopil en Autriche-Hongrie. Le père est docteur en droit. Il fréquente les écoles de Lodz, Ternopil et Olomouc jusqu'en 1919. En 1921, il entreprend des études à la faculté de droit de l'université Jean Casimir de Lwów. L'année suivante, il change d'orientation pour se consacrer aux mathématiques, qu'il étudie jusqu'en 1926. En 1928, il soutient sa thèse sur le sujet H-konvexe Kurven[pas clair].
Auerbach trouve un poste à la Fakultät für Mathematik und Naturwissenschaften UJK en 1935 et devient en 1939 professeur à l'université Ivan Franko. En 1942, à cause de son origine juive, il est assigné au ghetto de Lemberg par les Allemands et finalement en août 1942, il est déporté et disparaît au camp de Belzec.

## Travaux
Le lemme d'Auerbach et la notion de base d'Auerbach portent son nom.

## Écrits
- (pl) Herman Auerbach, O polu krzywych wypukłych o średnicach sprzężonych ((de) Über Flächen von konvexen Kurven mit konjugierten Durchmessern), thèse auprès de l'université de Lwów (1929 ; en polonais).